# 미기후
미기후(微氣候)는 주변환경과 다른 국소지역의 특별한 기후나 지표면으로부터 지상 수미터 사이(보통 1.5미터)의 기후를 말한다. 미기후에 적용되는 면적은 작은 공원처럼 몇십 제곱미터가 될 수도 있고, 계곡같이 연속된 좁은 지역이 될 수도 있다. 예를 들면 물가 주변은 다른 지역보다 더 시원하고, 도심지역은 건물이나 아스팔트 도로, 난방열 등으로 인해 다른 지역보다 높은 온도를 나타내는 것이다. 열섬 현상은 미기후의 한 종류이다.
미기후에 영향을 끼치는 다른 원인은 지형의 경사이다. 크게 북반구를 보자면 남쪽으로 경사진 지형에서 남향이 북향보다 햇빛을 직접 받기 때문에 따듯한 기운이 더 오래간다.

## 같이 보기
- 테루아르